# Hess (motorfiets)
Hess is een historisch Duits merk van motorfietsen uit de Maschinenfabrik Valentin Hess uit Eberstadt/Darmstadt 1925. Het merk bestond slechts één jaar. In dat jaar werden luchtgekoelde 799 cc viercilinders gebouwd, die echter slecht verkocht werden.